# Assalto alla sede della CGIL
L'assalto alla sede della CGIL è un evento avvenuto il 9 ottobre 2021 a Roma da parte di alcuni partecipanti ad una manifestazione "No Green Pass" e di alcuni esponenti del partito neofascista Forza Nuova, nata contro il decreto-legge approvato dal Governo Draghi che obbligava all'utilizzo del Certificato COVID digitale dell'UE per poter accedere ai luoghi di lavoro.

## Eventi
Il 16 settembre 2021, il Governo Draghi approvò un decreto-legge contenente l'obbligo di utilizzo della certificazione, chiamata comunemente "Green Pass", nei luoghi di lavoro, per incentivare la vaccinazione contro il Covid-19 e contrastare così lo sviluppo della pandemia in Italia. Il decreto sarebbe entrato in vigore il successivo 15 ottobre. Ciò scatenò la reazione dei movimenti antivaccinisti, in particolare delle frange più estreme collegate all'estrema destra.

### La manifestazione No Green Pass
Per il 9 ottobre 2021 fu convocata in Piazza del Popolo una manifestazione contro il green pass. L'organizzatrice risultava essere Pamela Testa, militante di Forza Nuova, che chiese l'autorizzazione a nome dell'associazione Liberi Cittadini. La manifestazione venne annunciata da Testa per la prima volta il 20 settembre sul proprio profilo facebook, ma il primo appello venne diffuso il 28 settembre, rivolto, come specificherà nei giorni successivi, a chi “odia i partiti, i governi tecnici e i sindacati”. Tra gli altri organizzatori vi era anche Roberto Falco, segretario provinciale di Forza Nuova a Bari e leader dei movimenti contro le chiusure. La manifestazione vide l'adesione del movimento IoApro, composto da ristoratori che protestavano contro le restrizioni imposte per il contrasto alla pandemia. Gli appelli vennero diffusi sia tramite i social network che attraverso una rete di canali telegram e di chat su whatsapp.
Secondo quanto dichiarerà successivamente l'allora ministro dell'interno Luciana Lamorgese, le autorità pensavano che alla manifestazione, autorizzata sotto forma di sit-in, avrebbero preso parte dalle 3 000 alle 4 000 persone. Vennero quindi schierati 840 agenti della Polizia di Stato, un numero ritenuto congruo per un evento di tale portata.
Due ore prima dell'inizio ufficiale della manifestazione, fissata per le ore 15, vari gruppi tentarono di dirigersi verso Palazzo Chigi, ma vennero fermati dalle forze dell'ordine. All'ora prefissata ebbe inizio la manifestazione in Piazza del Popolo, che vedeva una partecipazione di circa 10 000 persone, sensibilmente superiore quindi a quella attesa dal Ministero. Sul palco vi era Giuliano Castellino, dirigente di Forza Nuova (che legalmente non avrebbe potuto partecipare alla protesta a causa di una misura di Daspo a suo carico).

### Il corteo e gli scontri
Secondo quanto dichiarerà successivamente il dirigente della DIGOS Luigi Cardarello, alle ore 16:03 Luigi Aronica, militante di Forza Nuova ed ex terrorista dei NAR, intavolò una trattativa con lui per ottenere l'autorizzazione a un corteo che arrivasse sino a Corso Italia (dove si trova la sede centrale della CGIL). Cardarello gli rispose che avrebbe contattato la questura. Venti minuti Aronica chiese nuovamente a Cardarello di autorizzare il corteo, ma quest'ultimo gli rispose che la questura non aveva ancora deciso. Nel frattempo dal palco il leader antivaccinista Nicola Franzoni disse: "Alla fine dell’intervento di Giuliano, la piazza segua Castellino e l’obiettivo lo capirete". Alle 16:30 Castellino concluse il proprio intervento con le parole "Tutti alla Cgil". Secondo quanto dichiarò successivamente Franzoni, il corteo al termine della manifestazione e il successivo assalto alla sede CGIL erano stati pensati da otto degli organizzatori come diversivo, che avrebbe dovuto distrarre la polizia e permettere così loro di assaltare e occupare i palazzi istituzionali.
Il corteo così si avviò, senza aver ricevuto alcuna autorizzazione. Alle 16:45 il corteo si divise tra circa tremila manifestanti che si diressero verso Piazzale Flaminio e poi Piazzale del Brasile, e un'altra parte che andò verso il Parlamento percorrendo Via del Babuino (un terzo spezzone invece si spostò sul ponte Regina Margherita). Questa manovra fece sì che anche la Polizia si dividesse, lasciando le forze dell'ordine in forte inferiorità numerica (alle 17 in Piazzale del Brasile erano presenti solo 60 uomini).  A Piazzale Brasile lo spezzone di corteo si divise a sua volta: metà dei manifestanti virò su Via Veneto, nel tentativo di raggiungere le sedi istituzionali, ma trovarono la strada bloccata da blindati della Polizia. Ne nacquero tafferugli, con diverse cariche di alleggerimento da parte delle forze dell'ordine, che riuscirono a bloccare la folla. Altri scontri erano in corso in Via del Tritone e in Via del Corso tra la polizia e la parte del corteo che proveniva da Via del Babuino, sempre nel tentativo di raggiungere i palazzi istituzionali. Durante l'assalto vennero utilizzati lacrimogeni, bombe carta e numerosi oggetti come armi, tra cui sedie, sanpietrini, monopattini e impalcature.

### L'assalto
Mentre erano in corso gli scontri su Via Veneto e Via del Tritone, circa 1500 manifestanti, guidati da Castellino (e da Roberto Fiore, leader nazionale di Forza Nuova), riuscirono a superare il blocco di polizia in Piazzale Brasile e a percorrere Corso Italia, dirigendosi verso la sede nazionale della CGIL. Qui ebbero la meglio sulla ventina di carabinieri posti a protezione della sede, chiusa quel sabato per problemi alla logistica causata dalla pandemia. Alle 17:27 alcuni manifestanti riuscirono a sfondare una finestra al piano terra, da cui entrarono nell'edificio. Si diressero quindi verso l'ingresso principale, che riuscirono ad aprire, permettendo l'irruzione del resto della folla presente al di fuori.
Mentre al di fuori il resto dei manifestanti continuava a scandire slogan (come "Libertà"), gli assalitori devastarono violentemente il piano terra della sede sindacale, destinato alla redazione della pubblicazione sindacale "Collettiva". Vennero così distrutti vetri, mobili, computer. Tra gli oggetti danneggiati vi fu anche un quadro di Ennio Calabria. Partecipò all'assalto e all'irruzione nella struttura anche Biagio Passaro, ristoratore leader di IoApro, che testimoniò l'irruzione con video in diretta trasmessi sui propri canali social. Secondo quanto riferito successivamente da Lamorgese, alle 17:45 le forze dell'ordine riuscirono infine a riprendere il controllo dell'edificio e a respingere i manifestanti in strada.
Poche ore più tardi iniziò anche un attacco hacker al sito web di Collettiva e a quello della CGIL, che sarebbe durato per alcuni giorni. Da indagini della polizia postale sarebbe successivamente risultato un piano coordinato.
La giornata si concluse con scontri al policlinico Umberto I, dove era in cura un manifestante ferito non vaccinato. Alcuni suoi familiari tentarono di assalire il personale sanitario, venendo bloccati dalla polizia.

### Gli arresti
A conclusione degli eventi, gli arrestati furono 12, tra cui Giuliano Castellino, Roberto Fiore, Pamela Testa, Biagio Passaro, Luigi Aronica, e Fabio Corradetti, figlio della compagna di Castellino, mentre altre 57 persone furono denunciate con capi d'accusa come saccheggio, istigazione a delinquere, violazione di domicilio e resistenza a pubblico ufficiale. Tra le forze dell'ordine si contarono 41 feriti.

## Conseguenze

### Reazioni politiche
L'assalto alla sede sindacale venne condannato dai principali esponenti politici, tra cui il presidente del consiglio Mario Draghi, il suo predecessore Giuseppe Conte e la presidente del Senato Maria Elisabetta Alberti Casellati. Da più parti venne inoltre espressa solidarietà alla CGIL: il presidente della Repubblica Sergio Mattarella contattò telefonicamente il segretario nazionale della CGIL Maurizio Landini, mentre Draghi andò personalmente presso la sede nazionale del sindacato due giorni più tardi.
Da parte della CGIL si chiese invece lo scioglimento di Forza Nuova in applicazione della XII disposizione transitoria e finale della Costituzione italiana, una proposta ripresa e sostenuta da Partito Democratico e Azione. La richiesta venne ribadita il successivo 16 ottobre in una manifestazione nazionale "per il lavoro e la democrazia" indetta dai sindacati confederali (CGIL, CISL e UIL). Da parte di Fratelli d'Italia, pur condannando quanto avvenuto, si sostenne invece che sull'eventuale scioglimento avrebbe dovuto decidere la magistratura. Sia FdI che la Lega fecero forti critiche a Lamorgese, chiedendone le dimissioni.
Anche se in tono minore, nei mesi successivi si susseguirono diversi altri attacchi e atti intimidatori da parte del mondo antivaccinista e di estrema destra contro le sedi sindacali, e contro la CGIL in particolare.

### Indagini e procedimenti giudiziari
Secondo quanto ricostruito dagli inquirenti, la giornata del 9 ottobre si collocava all'interno di un piano di Forza Nuova per infiltrarsi e radicalizzare i vari gruppi spontanei emersi per protestare dapprima contro le misure di confinamento e successivamente contro l'obbligo della certificazione verde. Il partito avrebbe individuato gli esponenti più estremisti all'interno di tali gruppi, per poi da un lato cooptarli nella propria organizzazione e dall'altro riuscire a manovrare questi gruppi. Nel corso delle indagini emersero anche messaggi di incitazione a una lotta armata.
Il processo di primo grado è iniziato il 2 marzo 2022. L'11 luglio 2022 sono state confermate le prime condanne per l'assalto: Fabio Corradetti e Massimiliano Ursino, leader palermitano di Forza Nuova, sono stati condannati con rito abbreviato a 6 anni di reclusione. Il 20 dicembre 2023 il Tribunale di Roma ha condannato Giuliano Castellino a otto anni e sette mesi di reclusione, Roberto Fiore a otto anni e sei mesi e Luigi Aronica a otto anni e cinque mesi; inoltre sono stati condannati a otto anni e due mesi Salvatore Lubrano, Luca Castellini, Lorenzo Franceschi e Pamela Testa.
Ad aprile 2024 la Corte di Cassazione ha annullato le condanne inflitte in appello a Corradetti e Ursino per una "carenza di motivazione" del reato contestato di "devastazione e saccheggio". Nel corso del procedimento erano inoltre emersi filmati che mostravano che la sede della CGIL era stata aperta dall'interno da una persona non identificata entrata da una finestra e successivamente intrattenutasi con un carabiniere in borghese.

## Analisi
Diversi osservatori hanno visto nel piano di Forza Nuova di occupazione delle sedi istituzionali analogie con quanto era avvenuto il 6 gennaio 2021 negli Stati Uniti d'America con l'assalto al Campidoglio.